# 젠타 전투
젠타 전투(Battle of Zenta; 젠토라고도 함.) 또는 센타 전투(Battle of Senta; 센터라고도 함.)는 1697년 9월 11일 현대 세르비아의 센타 지방(세르비아어 키릴 문자: Сента, 독일어와 헝가리어: Zenta)의 바로 남쪽, 티서강(Tisa)의 동쪽에서 벌어진 전투로 대튀르크 전쟁(Great Turkish War 1683–1699)의 주요한 사건 중 하나이다. 또한 이 전투는 오스만 제국 역사상 가장 결정적인 패배 중 하나이기도 하다.

## 서막
1683년 빈 전투(Battle of Vienna)에서 합스부르크 왕가의 수도를 구원한 후에, 오스트리아군은 반격에 대 성공을 거두어 1688년 베오그라드(Belgrade)와 판노니아 평원(Pannonian Plain)의 대부분을 차지하게 되었다. 그러나 계속되던 프랑스와의 전쟁으로 인해 오스트리아군은 투르크 전선에 병력을 집중할 수 없었고, 새로운 오스만의 대와지르(grand vizier)는 군대를 재편하여 반격을 개시했기 때문에 오스트리아는 더 이상 진격을 계속할 수 없었다. 오히려 반격을 받아 1690년 오스만 군에게 베오그라드를 상실하고, 다음해에 벌어진 전역은 상대적으로 별로 중요한 일이 벌어지지 않았다.
오스트리아군을 지휘하던 사보이 공 외젠(Eugene of Savoy)은 최초로 독립지휘권을 가지게 되었고, 이로 인해, 외젠 공작은 공작으로서 앞으로 보여주게 될 놀라운 활약을 시작할 수 있게 되었다.

## 전투

### 초기의 기동
외젠 공작은 1697년 7월 5일 헝가리 왕국의 최고 지휘권을 갖게 되었다. 외젠 공작이 지휘할 수 있는 부대는 총병력이 70,000명에 이르렀고, 이중에 35,000명이 당장 전투를 벌일 수 있는 상태였다. 그러나 군자금이 부족했기 때문에 외젠 공작은 병사들에게 임금을 주고, 의료시설을 갖추기 위해 돈을 빌려야 했다.
술탄이 지휘하는 군대가 베오그라드에 도착했다는 소식이 전해지자 외젠 공작은 북부 헝가리와 트란실바니아로부터 통솔가능한 모든 군대를 불러 모았고, 페트로바라딘(Petrovaradin)을 향해 진군하였다. 병력을 집결시킨 후에, 외젠 공작은 50,000-55,000명에 달하는 황제군을 통솔하여 오스만 군에 맞섰다. 8월 동안 외젠 공작은 페트로바라딘의 요새 근교에서 오스만 군과 전투를 벌이려 하였으나, 공성전을 벌이고자 했던 오스만군은 외젠 공작의 군대와 교전하길 거부하였다. 9월중에 오스만 군은 스제게드(Szeged)의 요새를 함락시킬 의도로 북쪽으로 진군하였고, 외젠 공작이 지휘하는 황제군은 그 뒤를 따랐다.

### 전투
드샤페르 파샤(Dschaafer Pasha)의 군대가 황제군 기병들에게 따라잡히자, 술탄은 스제게드 요새를 공략할 계획을 포기하고, 티미소아라(Timişoara) 근교의 겨울 숙영지로 돌아가기로 결심하였다. 외젠 공작은 술탄의 이러한 결심을 알아채고는 전투를 벌이기로 결심하였다.
1697년 9월 11일 오스만 군은 센터 근처에 있는 티소 강을 건너려고 하였으나, 외젠 공작이 지휘하는 황제군이 있다는 것을 모르고 있었다. 황제군은 적을 기습할 기회를 잡았고, 이를 통해 강을 건너는 도중의 오스만 군을 공격하는 데 성공하였다. 강력한 포격이 있은 후에, 많은 용기병 부대는 말에서 내려 오스만 군 진영을 포위하여, 적들과 총격전을 벌였다. 해자 뒤에 있던 오스만 군은 적에게 교란되어 다리방향으로 퇴각하기 시작했고, 이 과정에서 오스만 군은 혼란 상태에 빠졌다. 오스트리아 포병대는 오스만 군을 노리고 사격을 계속했고, 이들을 무수히 살상하였다. 황제군의 좌익은 공격을 개시하여 오스만 군의 좌익과 다리 사이를 돌파하여 적의 퇴로를 끊었다. 동시에 황제군은 전면 돌격을 개시하여 지독한 육탄전을 벌인 끝에 오스만 군 진영을 둘러싸고 있던 참호를 돌파하였다. 오스만 군 진영 안에서 진영의 보급마차들 사이로 끔찍한 살육이 시작되었다. 외젠 공작 휘하의 황제군은 끊임없이 공격을 계속하였고, 오스만 군은 간신히 퇴각하는 데 성공하였다. 10,000명에 달하는 오스만 군이 티소 강에 수장되었고, 거의 20,000명에 달하는 병사들이 전장에서 살육되었다.

## 영향

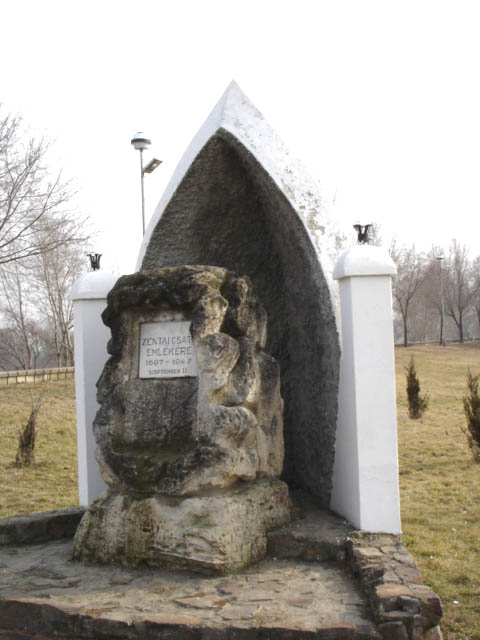
센타의 전투 기념비

이 전투는 오스트리아에게도 놀라운 승리였다. 겨우 500명의 손해로 적에게 30,000명의 손실을 입혔고, 술탄의 하렘, 87문의 대포와 오스만 왕가의 보물, 오스만 제국의 국새 등을 탈취하였다. 오스만 군의 주력군은 궤멸되었으며 오스트리아군은 사라예보(Sarajevo)가 불타버린 보스니아에서의 완벽한 행동의 자유를 획득하였다.
1699년 카를로비츠 조약(Treaty of Karlowitz) 채결 시에 오스트리아는 술탄 무스타파 2세(Mustafa II)로 하여금 오스트리아 황제와 트란실바니아와 부다(Buda), 에게르(Eger) 그리고 카니즈사(Kanizsa)와 같은 주요 요새들은 양도하게 되었고 이 지방들은 후에 트란실바니아 공국(Principality of Transylvania), 헝가리 왕국(Kingdom of Hungary), 슬로베니아 왕국(Kingdom of Slavonia) 그리고 국방 국경(the Military Frontier)이라는 이름의 합스부르크 영토가 되었다.

## 참조
- 1) Dodge, Theodore Ayrault. Gustavus Adolphus - A History of the Art of War from its Revival After the Middle Ages to the End of the Spanish Succession War, with a Detailed Account of the Campaigns of the Great Swede, and of the Most Famous Campaigns of Turenne, Conde, Eugene and Marlborough. London: Grenhill Books, 1996. ISBN 1-85367-234-3
- 2) Vít Vlnas: Princ Evžen Savojský. Život a sláva barokního válečníka, Ladislav Horáček - Paseka a Národní galerie v Praze 2001, ISBN 80-7185-380-1, str. 112-115